# The Filth and the Fury
The Filth and the Fury (no Brasil: O Lixo e a Fúria) é um documentário de 2000 feito pelo diretor britânico Julien Temple. Ele conta no documentário a história da banda de punk Sex Pistols, contando um pouco da infância dos integrantes, a situação da Inglaterra na época de formação da banda, como eles se formaram e espalharam o punk por todo o país com seu enorme sucesso até o fim da banda e morte de Sid Vicious. O filme também contem entrevistas com diversas pessoas ligadas a eles.

## Premiação
- Ganhador do prêmio de Melhor Documentário no Chicago Film Critics Association.
- Ganhador do prêmio de Melhor Documentário no Online Film Critics Society Awards.
- Ganhador do prêmio de Melhor Documentário em Língua Estrangeira na Mostra Internacional de Cinema de São Paulo.